# Finale della Coppa delle Coppe 1973-1974
La finale della 14ª edizione della Coppa delle Coppe UEFA è stata disputata l'8 maggio 1974 allo stadio De Kuip di Rotterdam tra Milan e Magdeburgo. All'incontro hanno assistito circa 5 000 spettatori. La partita, arbitrata dall'olandese Arie van Gemert, ha visto la vittoria per 2-0 del club teutonico.

## Il cammino verso la finale
Il Milan di Cesare Maldini, sostituito ad aprile da Giovanni Trapattoni, esordì contro gli jugoslavi della Dinamo Zagabria che sconfissero con un risultato aggregato di 4-1. Agli ottavi di finale gli austriaci del Rapid Vienna furono superati grazie alla vittoria per 2-0 al Pfarrwiese, dopo lo 0-0 di Milano. Ai quarti i Rossoneri affrontarono i greci del PAOK, passando il turno con un risultato complessivo di 5-3. In semifinale i campioni in carica affrontarono i tedeschi occidentali del Borussia M'gladbach che furono sconfitti in maniera assai controversa a San Siro 2-0 e la sconfitta per 1-0 del Bökelbergstadion risultò indolore.
Il Magdeburgo iniziò il cammino europeo contro gli olandesi del NAC Breda vincendo con un risultato aggregato di 2-0. Agli ottavi i cecoslovacchi del Baník Ostrava diedero filo da torcere ai tedeschi orientali, vincendo l'andata 2-0 e facendosi rimontare in Germania Est 3-0 dopo i tempi supplementari. Ai quarti di finale i bianco-azzurri affrontarono i bulgari del Beroe, vincendo in casa 2-0 e pareggiando 1-1 a Stara Zagora. In semifinale i portoghesi dello Sporting Lisbona furono battuti con un risultato totale di 3-2.

## La partita
A Rotterdam, a distanza di sei anni, il Milan scende di nuovo in campo al De Kuip per la finale di Coppa delle Coppe, stavolta contro i freschi campioni di Germania Est del Magdeburgo. I Rossoneri, privi del bomber Luciano Chiarugi, sono sterili in fase offensiva e lasciano il pallino del gioco ai tedeschi orientali che, sul finire del primo tempo, passano in vantaggio grazie al tentativo di spazzata di Enrico Lanzi che si trasforma in un tiro che beffa il compagno di squadra Pierluigi Pizzaballa. Nella ripresa i tifosi milanisti si aspetterebbero una reazione più veemente, che però non arriva e reagiscono gettando bottiglie in campo. L'ala sinistra del Magdeburgo Martin Hoffmann effettua ripetutamente delle velocissime scorribande in contropiede, le quali fanno sbandare pericolosamente la difesa rossonera, in affanno anche su un centravanti tecnicamente molto abile come Jürgen Sparwasser. Alla fine il Magdeburgo chiude la pratica con Wolfgang Seguin che, sfruttando il tiro svirgolato del compagno Sparwasser, batte ancora una volta il portiere rossonero. Il Magdeburgo vince alla sua prima finale e, per la prima volta nella storia, una squadra dell'est Europa si aggiudica la competizione e, più in generale, una competizione UEFA.

## Tabellino
| Arbitro: | Arie van Gemert |

|                             |           |  |
| Lanzi 42’ (aut.) Seguin 74’ | Marcatori |  |

| Magdeburgo | Milan |

|               |    |                     |  |
|               |    |                     |  |
| P             | 1  | Ulrich Schulze      |  |
| D             | 2  | Detlef Enge         |  |
| D             | 3  | Manfred Zapf        |  |
| D             | 5  | Wolfgang Abraham    |  |
| D             | 4  | Helmut Gaube        |  |
| C             | 6  | Jürgen Pommerenke   |  |
| C             | 7  | Wolfgang Seguin     |  |
| C             | 8  | Axel Tyll           |  |
| A             | 9  | Detlef Raugust      |  |
| A             | 10 | Jürgen Sparwasser   |  |
| A             | 11 | Martin Hoffmann     |  |
| Sostituzioni: |    |                     |  |
| P             | 12 | Hans-Werner Heine   |  |
| D             | 15 | Jörg Ohm            |  |
| C             | 14 | Siegmund Mewes      |  |
| A             | 13 | Hans-Jürgen Hermann |  |
| Allenatore:   |    |                     |  |
| Heinz Krügel  |    |                     |  |

|                     |    |                         |  |     |
|                     |    |                         |  |     |
| P                   | 1  | Pierluigi Pizzaballa    |  |     |
| D                   | 3  | Giuseppe Sabadini       |  |     |
| D                   | 2  | Angelo Anquilletti      |  |     |
| D                   | 4  | Enrico Lanzi            |  |     |
| D                   | 5  | Karl-Heinz Schnellinger |  |     |
| C                   | 8  | Romeo Benetti           |  |     |
| C                   | 6  | Aldo Maldera            |  |     |
| C                   | 10 | Gianni Rivera           |  |     |
| A                   | 7  | Carlo Tresoldi          |  |     |
| A                   | 9  | Alberto Bigon           |  |     |
| A                   | 11 | Franco Bergamaschi      |  | 60’ |
| Sostituzioni:       |    |                         |  |     |
| A                   | 16 | Alessandro Turini       |  | 60’ |
| P                   | 12 | Villiam Vecchi          |  |     |
| D                   | 15 | Dario Dolci             |  |     |
| C                   | 13 | Ottavio Bianchi         |  |     |
| C                   | 14 | Giorgio Biasiolo        |  |     |
| Allenatore:         |    |                         |  |     |
| Giovanni Trapattoni |    |                         |  |     |